# Yoshiki Nakamura
Yoshiki Nakamura, nascida em 17 de junho de 1969, é uma mangaka japonesa.

## Carreira
É a autora de Skip-Beat!. Reside atualmente na prefeitura de Tokushima. Nakamura passou a ser conhecida pelo mangá Yume de Auyori Suteki lançado pela revista  Hana to Yume em 1993. Agora é mais conhecida por ser a autora de Skip Beat! lançado em 2002 e atualmente é publicado.

## Obras
- Blue Wars
- Can't Give Up MVP
- Skip-Beat!
- Tokyo Crazy Paradise
- Yume de Au yori Suteki
- Saint Love
- Dramatic Love Album (one-shot)